# Откровение Иоанна Богослова (апокриф)
Откровение Иоанна Богослова — христианский апокриф.

## Описание
Приписывается Иоанну Богослову, создавшему Откровение, признанное Церковью каноническим.
По содержанию — существенно отличается от канонического писания.
В апокрифе обильно цитируются Книги Ветхого и Нового Заветов, но не все цитаты подлинные.
Возможно, определённая часть текста (та, где содержатся эти неподлинные цитаты) является позднейшей вставкой.
Пользовалось широкой популярностью и оказало заметное влияние на христианскую эсхатологическую литературу. На Западе было известно как «Книга св. Иоанна» или «Вопросы св. Иоанна и ответы Господа Христа» (Iterrogationes S. loannis et responsiones Christi domini).
На Русь попало в XII—XIII веках и было непосредственно переведено с греческого оригинала. В сохранившихся рукописях оно имеет пространный заголовок: «Слово святаго Иоанна Богословца о пришествии Господа, како хощет прийти на землю», но с его публикацией в сборнике Н. Тихонравова (1863 г.) за ним закрепилось название «Вопросы Иоанна Богослова Господу на горе Фаворской».

## Издания
На русском языке
- Вопросы Иоанна Богослова Господу на горе Фаворской, в: Памятники отреченной русской литературы. Изд. Н. Тихонравова. Т. 2. СПб, 1863. С. 174—181
- Откровение Иоанна Богослова // Апокрифические апокалипсисы / Пер., сост., вступ. статья: М. Г. Витковская, В. Е. Витковский. — СПб.: Алетейя, 2001. — Стб. 264—275. — (Античное христианство). — ISBN 5-89329-223-5. Архивировано 2 мая 2019 года.
- Откровение Иоанна Богослова, в кн.: «Новозаветные апорифы». СПб. Амфора. 2016, с. 403—412

На иностранных языках
- Editio princeps: A. Birch. 1804.
- Tischendorf С. Apocalypses apocryphae. Lipsiae (Leipzig), 1866.